# 24948 Баботе
24948 Баботе (24948 Babote) — астероїд головного поясу.
Тіссеранів параметр щодо Юпітера — 3,301.